# Musée littéraire Shūsaku Endō
Le musée littéraire Shūsaku Endō (遠藤周作文学館, Endō Shūsaku Bungaku-kan) qui se trouve dans l'ancienne ville de Sotome, district de Nishisonogi dans la partie nord-ouest de la ville de Nagasaki, est consacré à la vie et à l’œuvre du romancier catholique japonais Shūsaku Endō. Sotome est célèbre pour être le centre historique des chrétiens cachés et a servi de décor pour le roman Silence  (沈黙, Chinmoku 1966) d'Endō. Fondé en mai 2000, le musée présente des livres  ayant appartenu à Endō, des manuscrits, des lettres, des photographies et ses objets personnels préférés, dont son écritoire, sa Bible, son chapelet et une statue de sainte Marie, héritée de sa mère et conservée à son chevet tout au long de sa vie.
Le musée surplombe la mer de Gotō et le village de Shitsu, où se dresse un monument dédié au roman Silence. 
| Inscription                                             | Translittération                                                    | Traduction                                              |
| ------------------------------------------------------- | ------------------------------------------------------------------- | ------------------------------------------------------- |
| 人間が こんなに 哀しいのに 主よ 海があまりに 碧いのです | Ningen ga Konna ni Kanashii noni Shu yo Umi ga amari ni Aoi no desu | L'humanité est si triste, Seigneur, et l'océan si bleu. |

- Adresse : 77, Higashi-Shitsumachi, Nagasaki, 851-2327

## Source
- (en) Cet article est partiellement ou en totalité issu de l’article de Wikipédia en anglais intitulé « Shusaku Endo Literary Museum » (voir la liste des auteurs).